# Botswanská hymna
Hymna Botswany je píseň Fatshe leno la rona (Blessed Be This Noble Land). Text i hudbu složil Gilbert Kgalemang Tumedisco Motsete. Hymna byla přijata v roce 1966 k příležitosti vyhlášení nezávislosti Botswany.

## Text v Setswanštině
Fatshe leno la rona
Ke mpho ya Modimo,
Ke boswa jwa borraetsho;
A le nne ka kagiso.
Refrén:
Tsogang, tsogang! banna, tsogang!
Emang, basadi, emang, tlhagafalang!
Re kopane le go direla
Lefatshe la rona.
Ina lentle la tumo
La chaba ya Botswana,
Ka kutlwano le kagisano,
E bopagantswe mmogo.
Refrén

## Text v angličtině
Blessed be this noble land,
Gift to us from God's strong hand,
Heritage our fathers left to us.
May it always be at peace.
Refrén:
Awake, awake, O men, awake!
And women close beside them stand,
Together we'll work and serve
This land, this happy land!
Word of beauty and of fame,
For the nation of Botswana.
Through our unity and harmony,
We'll remain at peace as one.
Refrén